# Kritiskt varvtal
Kritiskt varvtal avser det varvtal vid vilket en axel börjar vibrera mer eller mindre kraftigt på grund av resonans
Lägre varvtal kallas underkritiskt varvtal (/rotation), högre varvtal är överkritiskt varvtal (/rotation). 
Alla roterande axlar deformeras under rotation. Hur mycket beror av:
- Axelns och lagrens styvhet
- Den totala massan av de roterande delarna
- Massans fördelning med avseende på centrumaxeln
- Eventuell dämpning av eller i det roterande systemet

Vid konstruktion av maskiner med roterande delar måste det kritiska varvtalet beräknas för att undvika missljud och vibration. Man eftersträvar då att hålla vibrationsfrekvensen 25% under systemets egenfrekvens eller tillräckligt mycket över (i många fall >200% av kritiskt varvtal. 
Den svenske industrimannen och uppfinnaren Gustaf de Laval var först i världen att konstruera maskiner som var avsedda att överskrida det kritiska varvtalet
Alla försök att skapa styvare axlar för att klara de höga varvtalen gavs upp för att istället gå den andra vägen och förvaga axeln för att den skulle hålla. Genom att den mindre styva axeln ledde till ett lägre kritiskt varvtal ökades marginalen (/avståndet till resonansregistret) när man arbetade med överkritisk rotation, så upphörde problemen med brustna axlar. 
Vid bruk av maskiner med överkritisk rotation är det som regel bra att uppvarvningen sker hastigt således att man passerar det kritiska varvtalet snabbt och inte resonanserna hinner växa till alarmerande nivåer.